# Kranik laboratoryjny

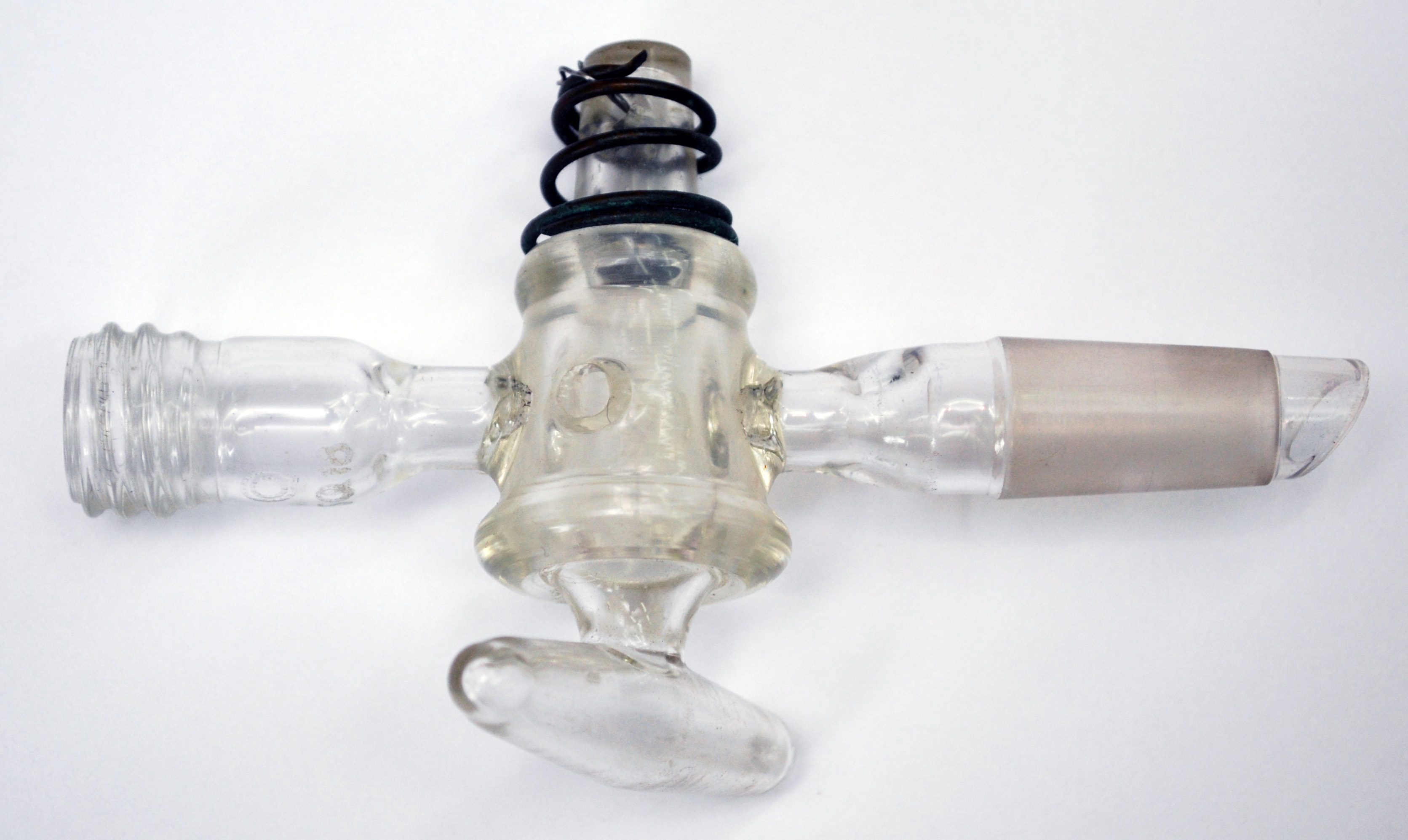
Prosty, jednodrożny kran szklany wysokiej próżni

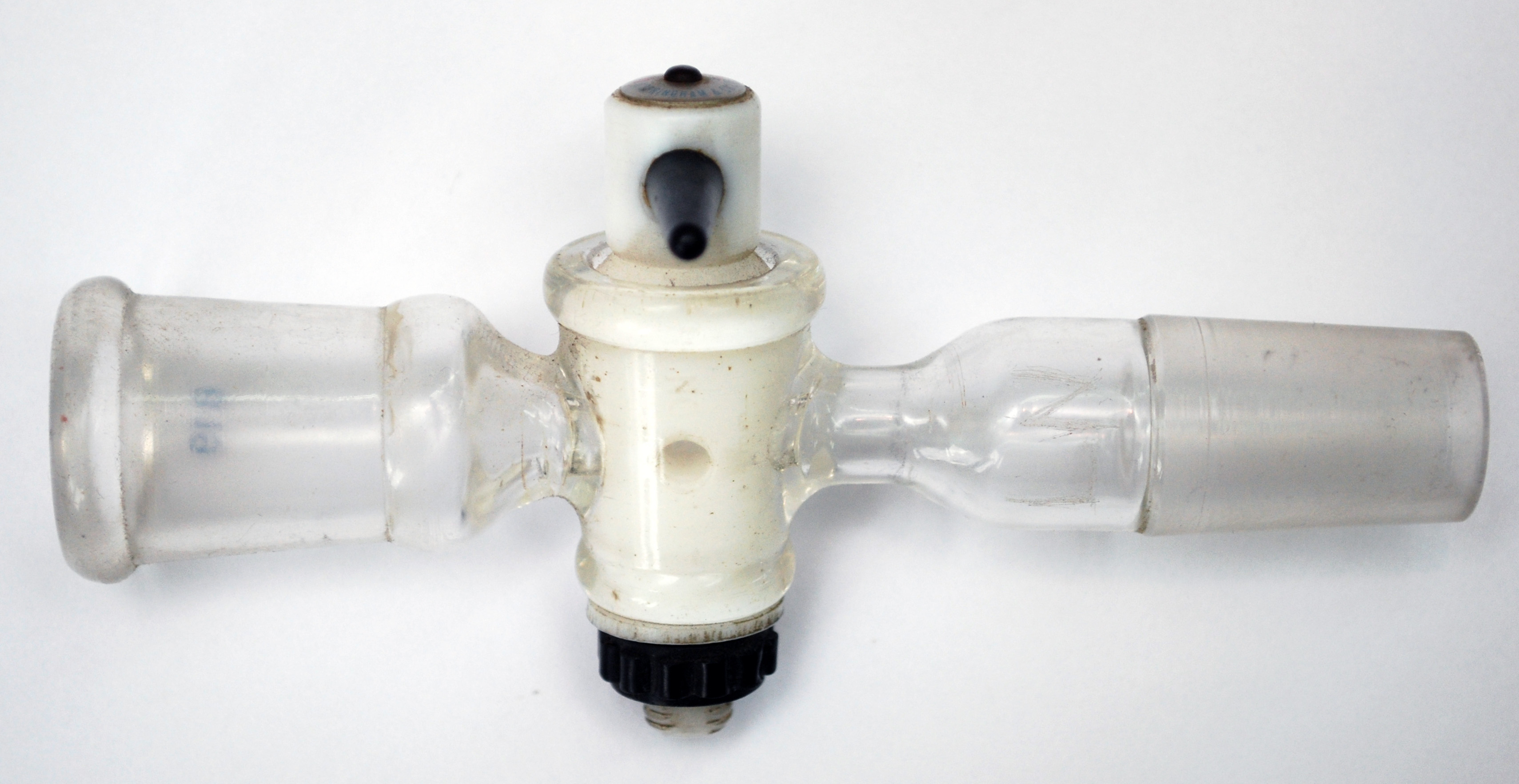
Prosty, jednodrożny kran teflonowy

Kranik – element sprzętu laboratoryjnego, występujący w wielu urządzeniach. Służy on do szybkiego otwierania i zamykania kolb, ampuł, eksykatorów i biuret, odpowietrzania wyparek i linii próżniowych. Może też występować jako samodzielny sprzęt, który łączy się z resztą aparatury poprzez szlify lub węże.
Kraniki laboratoryjne mają różnorodną konstrukcję zależnie od zastosowania.
Zawsze jednak składają się z obudowy (zazwyczaj szklanej) w kształcie walca lub stożka, z której wyprowadzone są szyjki zakończone oliwkami albo szlifami. Jedna lub czasem więcej szyjek jest zwykle wtopiona w sprzęt, którego kranik jest częścią. Do wnętrza walca lub stożka wkłada się lity króciec zwany "duszą" kranika. Walec może być wykonany ze szkła lub z teflonu. Zaletą teflonowych jest to, że nie trzeba ich smarować, ale są one zwykle znacznie droższe od szklanych. W niektórych wariantach kraników drożność uzyskuje się poprzez częściowe odkręcenie "duszy", zaś w innych poprzez jej przekręcenie. W tym drugim przypadku, w poprzek "duszy" przewiercone są kanaliki, łączące poszczególne szyjki.
Ze względu na liczbę szyjek krany dzieli się na:
- jednodrożne – mają one tylko dwie szyjki, między którymi może być zapewniona drożność, lub też mogą być one od siebie odcięte – tego rodzaju krany są najczęściej stosowane w ampułach, kolbach, eksykatorach i innych naczyniach laboratoryjnych, a także w biuretach. Kraniki takie dzieli się jeszcze na:
  - tradycyjne kraniki szklane (ze szklaną "duszą" z jednym kanalikiem) – które są czasami zaopatrywane w przeciwnakrętkę, aby zapobiec ich wypadaniu.
  - kraniki z "duszą" teflonową z jednym kanalikiem – i bardzo podobnej konstrukcji do tradycyjnych kraników szklanych.
  - kraniki jednodrożne z teflonową "duszą" litą wkręcaną od góry za pomocą gwintu – dwie najczęściej spotykane konstrukcje tych kraników to "Rotaflo" i "Young".
- dwudrożne – mają one trzy szyjki – dwie dolotowe i jedną wylotową. W "duszy" są dwa skośnie do osi "duszy", ale równolegle do siebie wywiercone kanaliki. Kraniki takie umożliwiają łączenie wylotowej szyjki z jedną albo drugą szyjką dolotową, ale nie ma możliwości uzyskania połączenia dwóch szyjek dolotowych. Tego rodzaju kraniki są spotykane najczęściej w liniach próżniowo-azotowych.
- trójdrożne – mają one trzy szyjki, zazwyczaj ustawione w kształcie litery "Y", lub czasem litery "T". Układ kanalików wydrążonych w "duszy" umożliwia uzyskanie połączenia dowolnych dwóch szyjek z sobą – zależnie od sposobu obrócenia "duszy".

Ze względu na szczelność krany dzieli się na:
- krany cieczowe – które zapewniają szczelność przy przetaczaniu lub wkraplaniu cieczy, ale nie są szczelne gazowo – krany takie stosuje się np. w biuretach.
- zwykłe krany próżniowe – są one szczelne gazowo do poziomu ok. 10-3 atm.
- krany do "wysokiej próżni" (high vacuum HV) – które są szczelnie do poziomu rzędu 10-4-10-5 atm.

Kraniki laboratoryjne
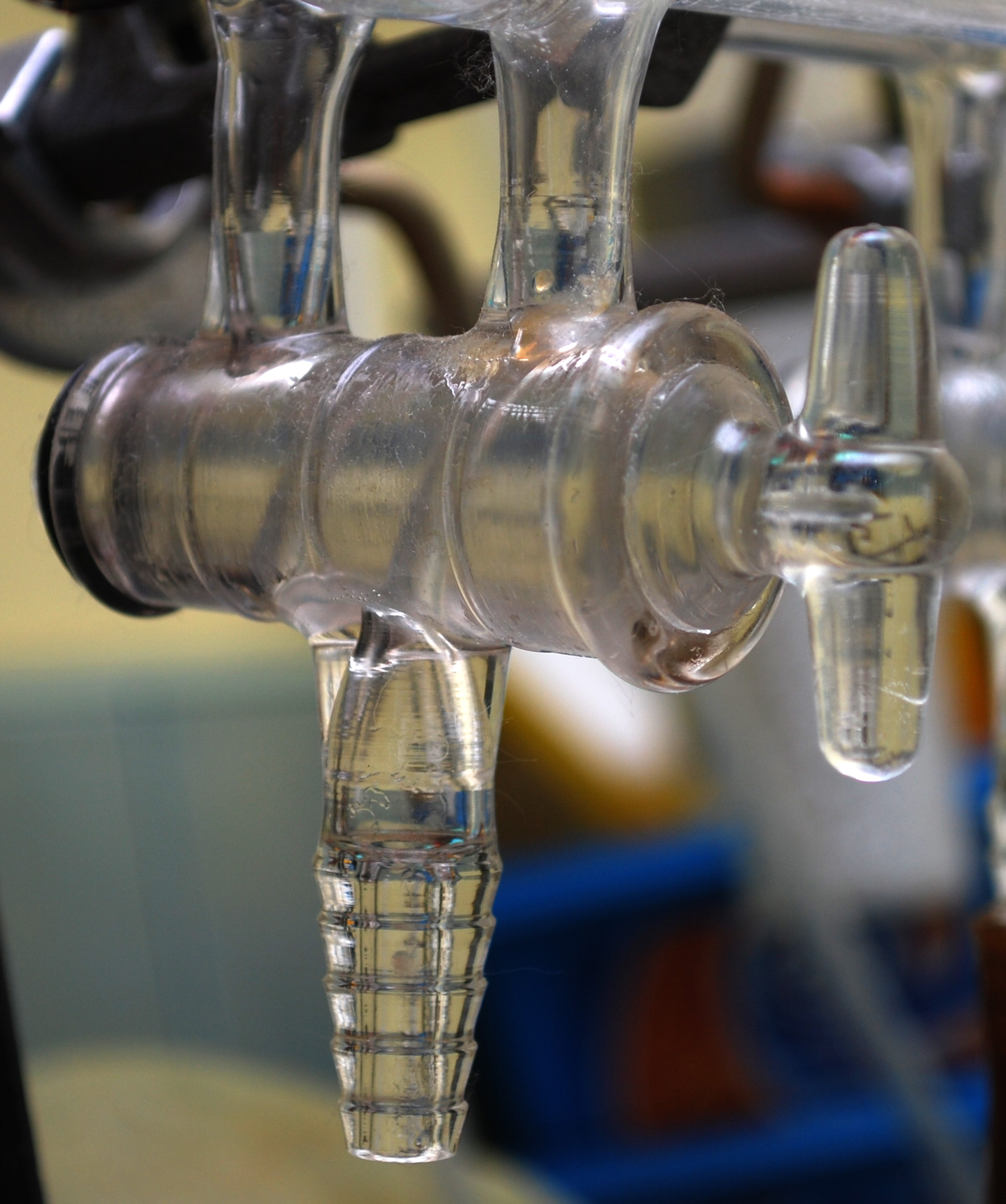
Dwudrożny kran próżnia-gaz
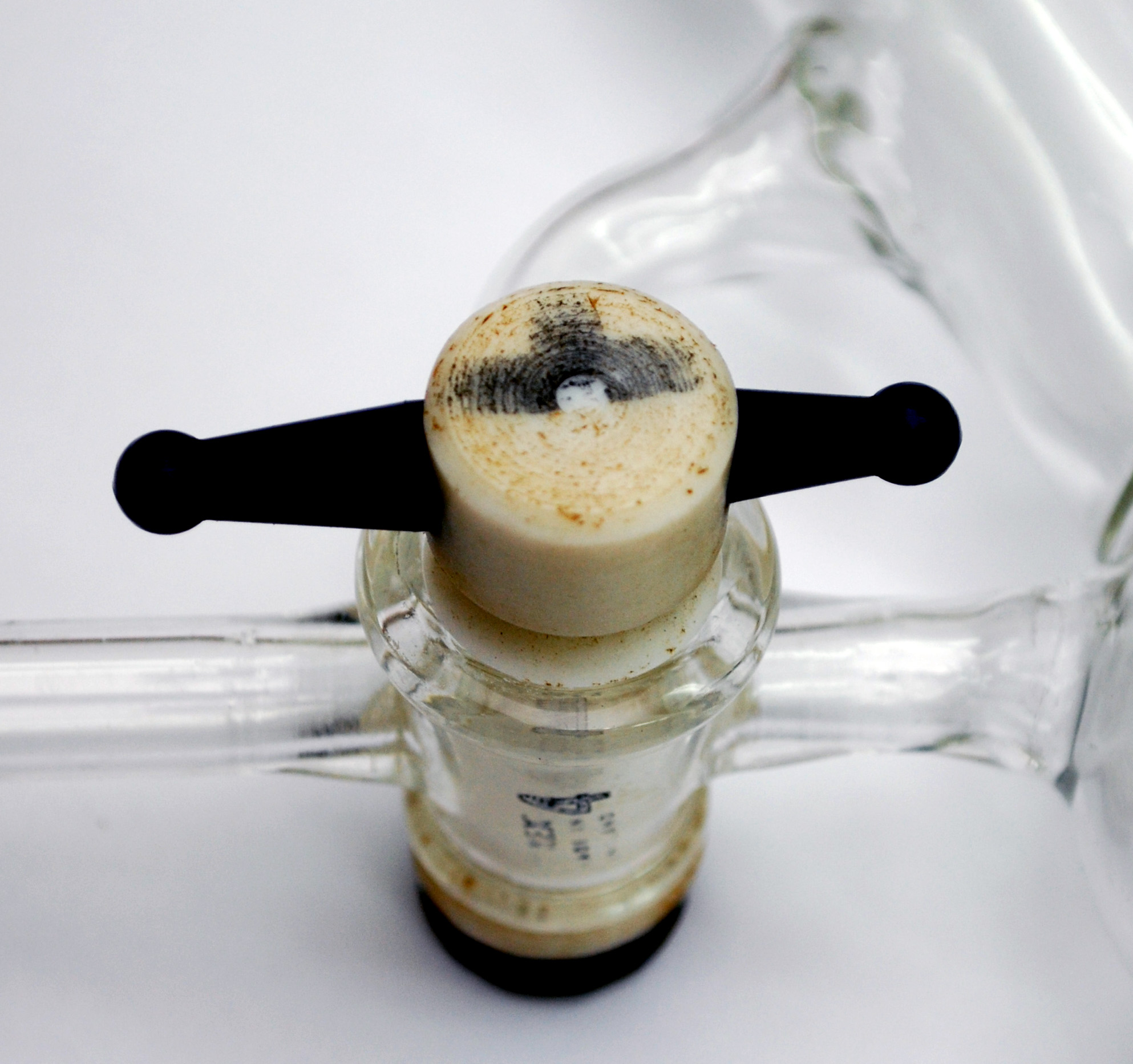
Trójdrożny kran teflonowy
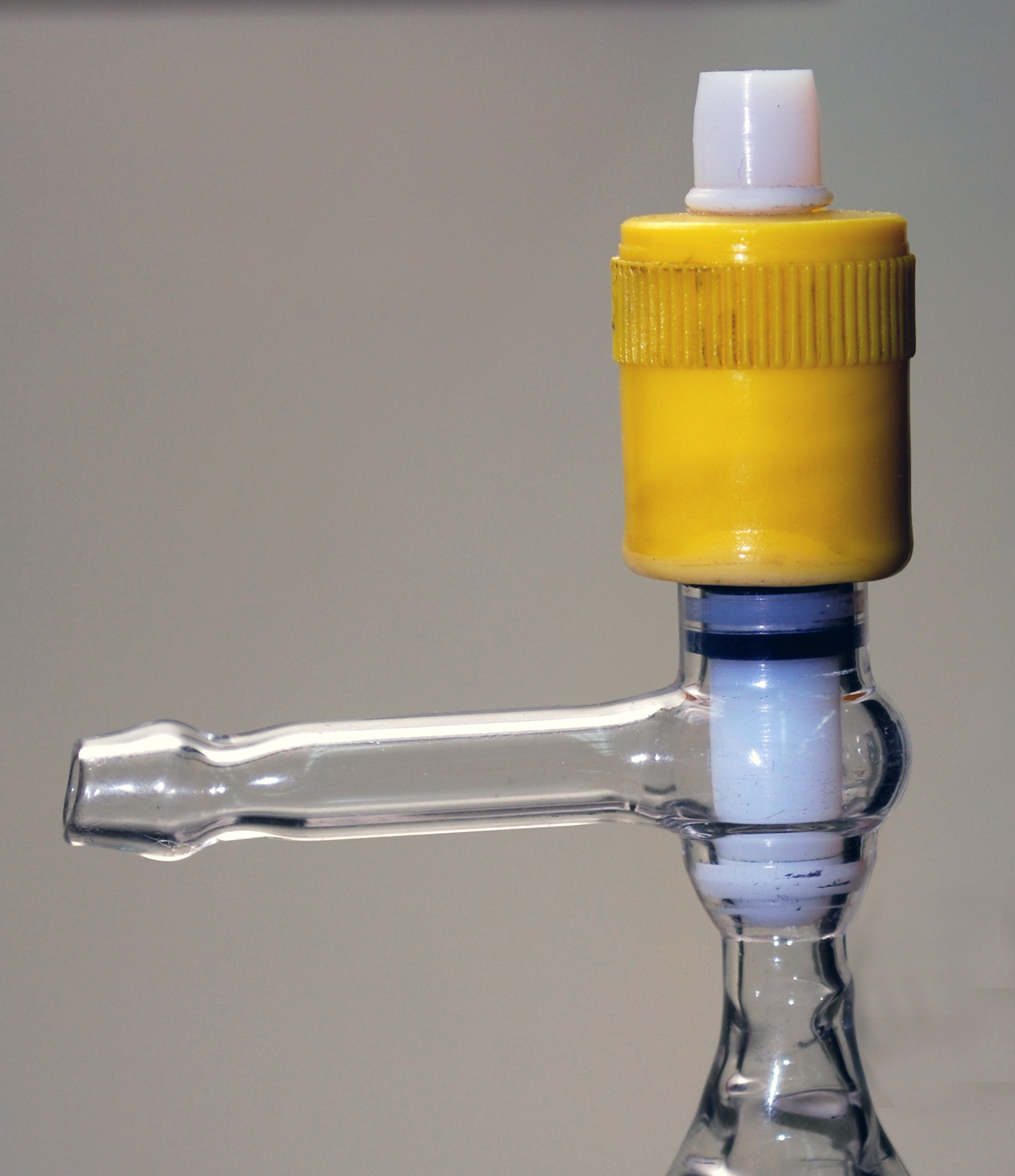
Kran Younga
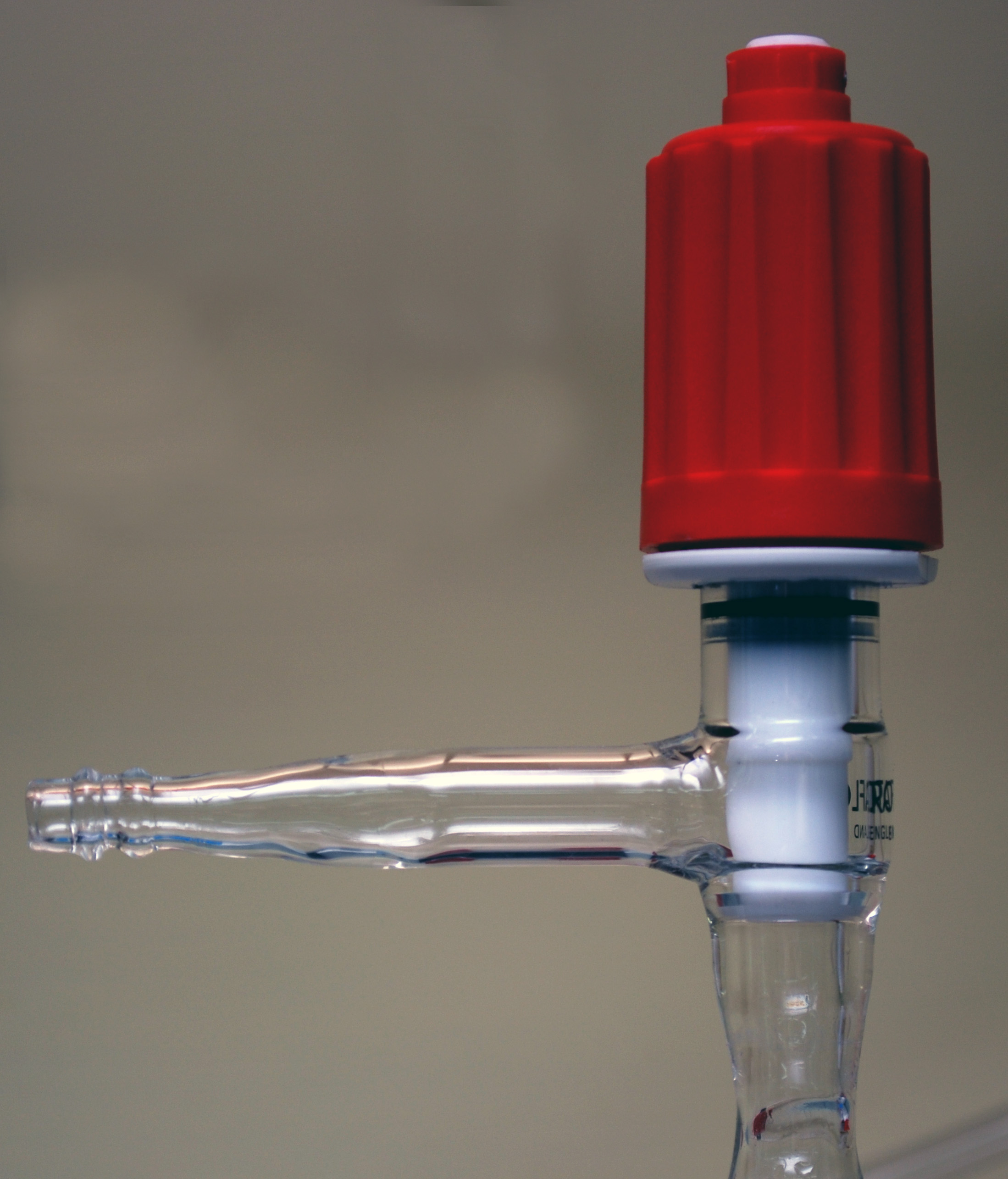
Kran Rotaflo